# 北遠輕站

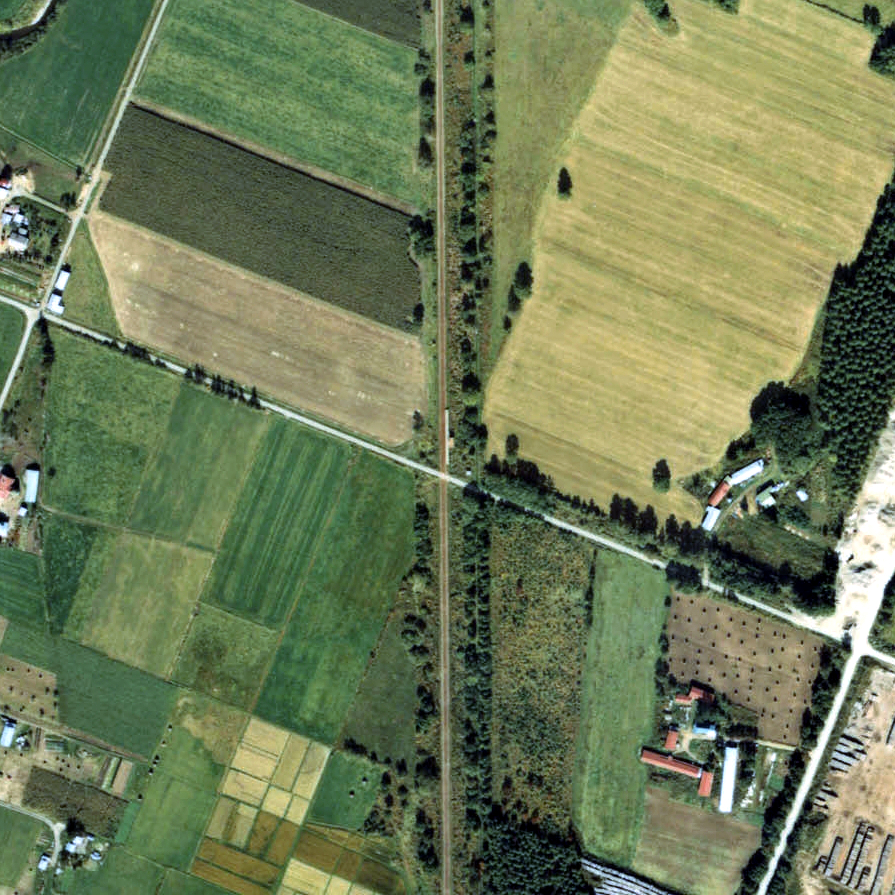
1977年的北遠輕站與方圓約500米範圍。下方是遠輕方向。靠近遠輕一方設有平交道。在該平交道中，上方連接學田三丁目，下方連接二丁目。月台旁邊設有候車室。

北遠輕站（日语：／ Kita-Engaru eki */?）是位於北海道紋別郡遠輕町字學田，北海道旅客鐵道（JR北海道）的名寄本線車站（廢站）。隨著名寄本線廢線，車站在1989年（平成元年）5月1日廢除。
部分普通列車通過此站，截至1989年（平成元年）4月30日（廢除時的時間表），下行3班和上行4班列車通過。

## 歷史
- 日期不詳（1956年11月19日以前）- 日本國有鐵道（國鐵）名寄本線學田臨時乘降場（局（日语：鉄道管理局）設定）啟用。
- 1959年（昭和34年）11月1日 - 升級至車站，同時改名為北遠輕站。當時為旅客車站。
- 1987年（昭和62年）4月1日 - 伴隨國鐵分割民營化，車站由北海道旅客鐵道（JR北海道）營運。
- 1989年（平成元年）5月1日 - 名寄本線全線廢除，此站也廢除。

## 車站構造
截至車站廢除前，車站是一座地面車站，設有1面1線的單式月台。月台位於路軌東邊（遠輕方向的列車會開啟左邊車門）。此站沒有轉轍器。
此站是無人車站，沒有車站大樓，月台中央部分設有高地台的候車室。

## 站名的由來
此站位於遠輕町北方位置，因此命名此站為「北遠輕」。
在臨時乘降場時代，乘降場名為「學田」。原本進入此地區開拓的基督教組織為了建設私立大學，成立了北海道同志教育會，該組織經營了一座農場，並把該開拓地名為學田。後來臨時乘降場升級至車站前，一度與富良野線的學田站同名。

## 車站周邊
- 國道242號（日语：国道242号）（置戶國道）[5]
- 湧別川[5]
- 社名渕川[5]
- 北海道北見巴士（日语：北海道北見バス）、北紋巴士（日语：北紋バス）「學田3丁目」巴士站

## 現況
截至2001年（平成13年），車站遺址已經看不到任何痕蹟。截至2011年（平成23年）也是同樣，變成一處長滿雜草的空地。車站遺址靠近遠輕一方的路軌遺址處設有路堤，還有一座防雪林。

## 相鄰車站
北海道旅客鐵道（JR北海道）
名寄本線
開盛－北遠輕－遠輕

## 注腳
1. ↑  書籍《北海道の駅878ものがたり 駅名のルーツ探究》（監修：太田幸夫，富士Comtem，2004年2月發行）220頁。
2. 1 2  書籍《国鉄全線各駅停車1 北海道690駅》（小學館，1983年7月發行）213頁。
3. ↑  書籍《北海道の駅878ものがたり 駅名のルーツ探究》（監修：太田幸夫，富士Comtem，2004年2月發行）188頁。
4. ↑  遠輕町史 1977年（昭和52年）10月發行，P159-207。
5. 1 2 3  書籍《北海道道路地図 改訂版》（地勢堂，1980年3月發行）18頁。
6. ↑  書籍《鉄道廃線跡を歩くVIII》（JTB出版，2001年8月發行）36頁。
7. 1 2  書籍《北海道の鉄道廃線跡》（著：本久公洋，北海道新聞社，2011年9月發行）129-130頁。